# Hutúz
Hutúz foi um festival de hip hop brasileiro, promovido pela CUFA e considerado o maior da América Latina. Surgiu em 2000 e encerrou-se em 2009. Sua abertura aconteceu sempre no dia 4 de novembro, quando se comemora o Dia da Favela.